# マインドハンター (映画)
『マインドハンター』（原題: Mindhunters）は、2004年製作のアメリカ合衆国のホラーテイストで展開していくプロファイリング・アクション・スリラー映画。レニー・ハーリン監督。

## あらすじ
サラ・ムーアら7人は、FBI心理分析官の候補生。ノースカロライナ沖の孤島で最終試験を受けることになった。開始早々に訓練生の一人が罠にかかって死亡し、島に本物の殺人鬼が潜んでいることが明らかになる。

## キャスト
※括弧内は日本語吹替
- ゲイブ・ヤンセン - LL・クール・J（古澤徹）
- ルーカス・ハーパー - ジョニー・リー・ミラー（川本克彦）
- サラ・ムーア - キャスリン・モリス（深見梨加）
- ジェイク・ハリス - ヴァル・キルマー（山路和弘）
- J・D・レストン - クリスチャン・スレーター（森川智之）
- ニコール・ウィリス - パトリシア・ヴェラスケス（浅野まゆみ）
- ヴィンス・シャーマン - クリフトン・コリンズ・Jr（清水明彦）
- ボビー・ホイットマン - アイオン・ベイリー（成田剣）
- レイフ・ペリー - ウィル・ケンプ（桐本琢也）

## 製作
この映画の撮影はAmsterdam-Noord、ハーグ、アムステルダム、デルフト、Radio Kootwijk、Veluwe、ヘルダーラント州、Zandvoortを含むオランダの各地で行われた。
ポスト・プロダクションは経費削減のためイングランドで行われた。
撮影・制作は2002年1月から9月に行われたが公開は2005年になった。制作から公開まで時間がかかったのは暴力のレベルをPG-13程度に下げてもMPAAが映画全体が暗すぎるからR指定にすべきだと判断したためである。そのため、血糊の量を減らすこととなった。